# عبد الرحمن إبراهيم الحقيل
عبد الرحمن إبراهيم الحقيل (1927-2011)، شاعر وأديب ودبلوماسي سعودي، من مواليد المجمعة شمال منطقة الرياض، عمل في وزارة المعارف (التعليم حاليًا) بصفته مشرفًا فنيًا للمكتب الثقافي في النمسا، تلقى تعليمه الأول على يد عثمان ناصر الصالح، وهو الذي نمّى فيه الموهبة الشعرية ورغّبه بكتب التراث، وعرّفه على الشعر الجاهلي، النثر، وشعر صدر الإسلام، ثم بدأ دراسته النظامية في مدرسة الأحساء الابتدائية، إذ انتقل إلى الأحساء مع والده وأخوته، ومنها إلى مكة حيث التحق بقسم المعلمين في المعهد السعودي، وهناك التقى بمعلمه عبد الله عبد الجبار، الذي يُلقب بشيخ النُقاد السعوديين، ثم التحق بأول بعثة دراسية إلى مصر، برفقة عبد العزيز الخويطر وزير الدولة لشؤون مجلس الوزراء، ولكنه لم يكمل تعليمه لظروفه الصحية، فعاد إلى الأحساء وعمل بها معلمًا للغة العربية للمرحلة الابتدائية، وتنقل بعدها بين عدد من الوظائف التعليمية، صدر له نحو 8 مؤلفات ما بين الشعر والنثر، منها ثلاثية (حبات الرمل) التي صدرت خلال الأعوام 1984-1990، وجمعت أعماله الكاملة بعد وفاته من قبل ابنه إبراهيم الحقيل، وصدرت عام 2017، فيما توفي عبد الرحمن الحقيل في 1 سبتمبر 2011.

## مؤلفاته
- حبات الرمل، المجموعة الأولى، شعر (1984).
- من الأعماق، المجموعة الأولى، نثر (1984).
- مختارات وخطرات، نثر (1985).
- حبات الرمل، المجموعة الثانية، شعر ونثر (1987).
- من الأعماق، المجموعة الثانية، شعر ونثر (1988).
- حبات الرمل، المجموعة الثالثة، شعر ونثر (1990).
- الحصاد، شعر (1992).[2][7][8]